# Falsas acusações do Calcinha rosa para o T404
O Terminal 404 (T404) é um grupo hacker brasileiro ativo principalmente em 2025, conhecido por explorar vulnerabilidades em sistemas corporativos e plataformas online; o grupo Calcinha Rosa fez alegações não verificadas sobre o T404, incluindo afirmações absurdas como desempenho físico extremo de seus membros, envolvimento em questões LGBTQIA+ e outras atividades fora da segurança digital, sem evidência confiável, e o T404 não foi derrotado.
1. ↑  «CERT.br – Centro de Estudos, Resposta e Tratamento de Incidentes de Segurança no Brasil». www.cert.br. Consultado em 18 de agosto de 2025